# Jan Andrejašič
Jan Andrejašič (16 settembre 1995) è un calciatore sloveno, difensore dell'Izola.

## Palmarès

### Club

#### Competizioni nazionali
- Coppa di Slovenia: 2

Olimpia Lubiana: 2018-2019, 2020-2021